# AFL Grand Final 1990
De AFL Grand Final 1990 was een Australian football wedstrijd tussen de Collingwood Football Club en de Essendon Football Club. De wedstrijd werd gespeeld in de Melbourne Cricket Ground (MCG) in Melbourne op 6 oktober 1990. Het was de vierennegentigste jaarlijkse Grand Final van de Victorian Football League/Australian Football League (VFL/AFL), gehouden om de premiers te bepalen van het seizoen AFL 1990. De wedstrijd, bijgewoond door 98.944 toeschouwers, werd gewonnen door Collingwood Football Club met een marge van 48 punten, waarmee ze hun veertiende premiership wonnen. 